# Orlando Lobato
Orlando Palheta Lobato (Macapá, 17 de junho de 1960) é um gestor público e político brasileiro filiado no Partido Social Democrático (PSD). Sindicalista no setor da pesca, foi deputado estadual do Pará na 19ª Legislatura e atualmente é diretor de pesca na Secretaria Estadual de Desenvolvimento Agropecuário.  